# Lycée Pasteur (Neuilly-sur-Seine)
Pour les articles homonymes, voir Lycée Pasteur.
Le lycée Pasteur est un établissement scolaire public du second cycle du second degré situé au no 21, boulevard d'Inkermann, à Neuilly-sur-Seine (Hauts-de-Seine). Il est pourvu de classes préparatoires aux grandes écoles et constitue, avec le collège établi dans ses murs, une cité scolaire. Il porte le nom du savant Louis Pasteur.

## Histoire

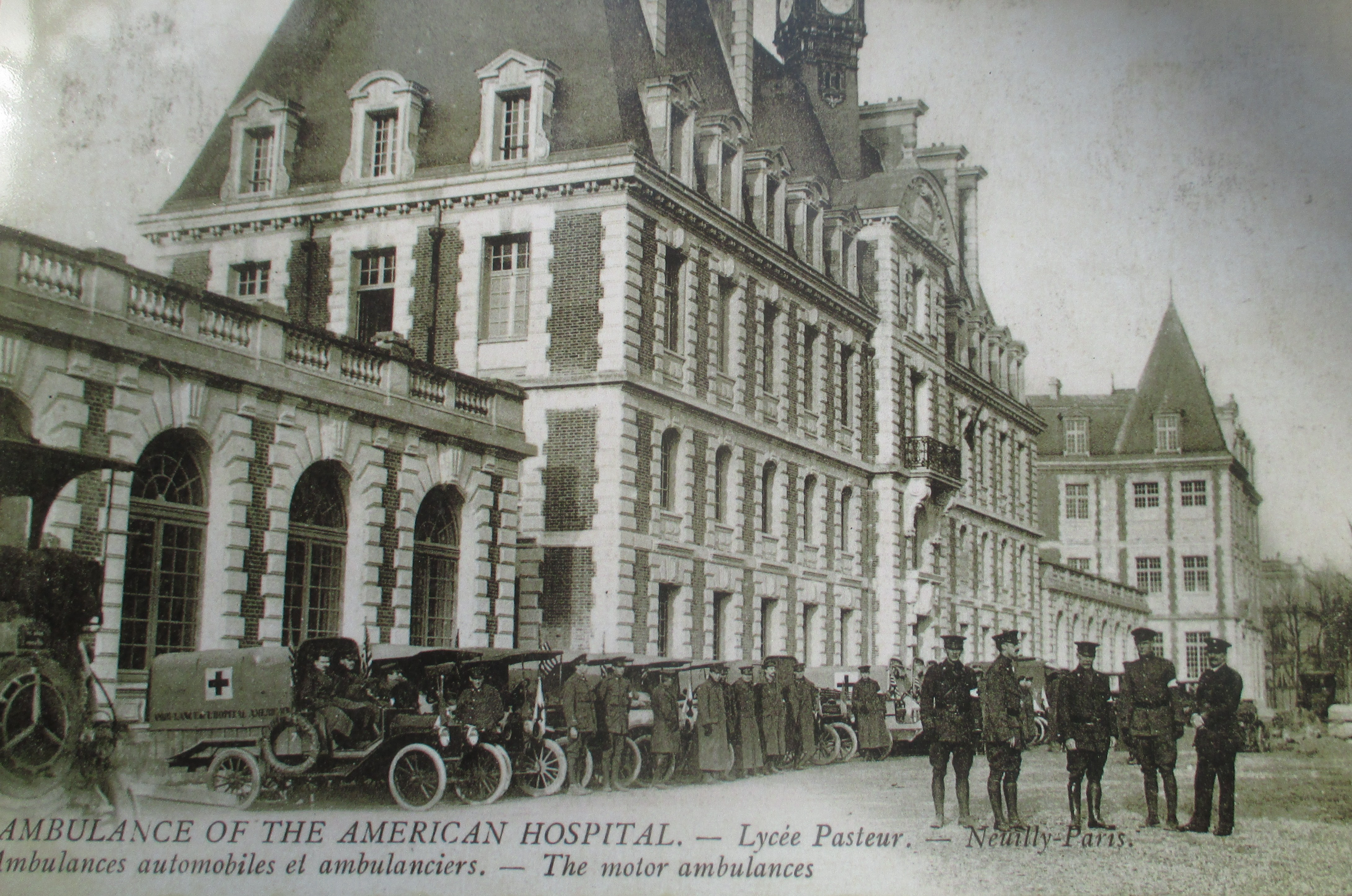
L'hôpital militaire américain du lycée Pasteur en 1918.

Un premier projet de création d'un lycée de garçons à Neuilly est ébauché en 1893. Il est finalement construit à partir de 1912 sur des terrains acquis trois ans plus tôt par la municipalité d'Édouard Nortier. Il est achevé à l'été 1914 et le bâtiment est réquisitionné au début de la Première Guerre mondiale, abritant un hôpital créé par l'hôpital américain de Paris, situé également à Neuilly, et qui perdurera pendant toute la durée du conflit. Comptant 200 puis 600 lits, il aura vu passer 12 000 blessés. Deux plaques commémoratives apposées en 1934 rappellent l'histoire de l'ambulance américaine (American Field Service) du lycée Pasteur (1914-1917),.
Le lycée ouvre en 1919 mais est officiellement inauguré le 18 octobre 1923, à l'occasion de l'année de célébration du centenaire de la naissance de Louis Pasteur. En 1924, des classes sont créées pour les filles.
Le bâtiment reçoit ses premiers élèves à la rentrée de 1919 et est inauguré le 18 octobre 1923.
Jusqu'en 1950, le lycée Paul-Langevin de Suresnes dépend administrativement du lycée Pasteur.
Ses classes préparatoires littéraires et commerciales sont transférées dans deux établissements voisins à partir des années 2000.

## Architecture

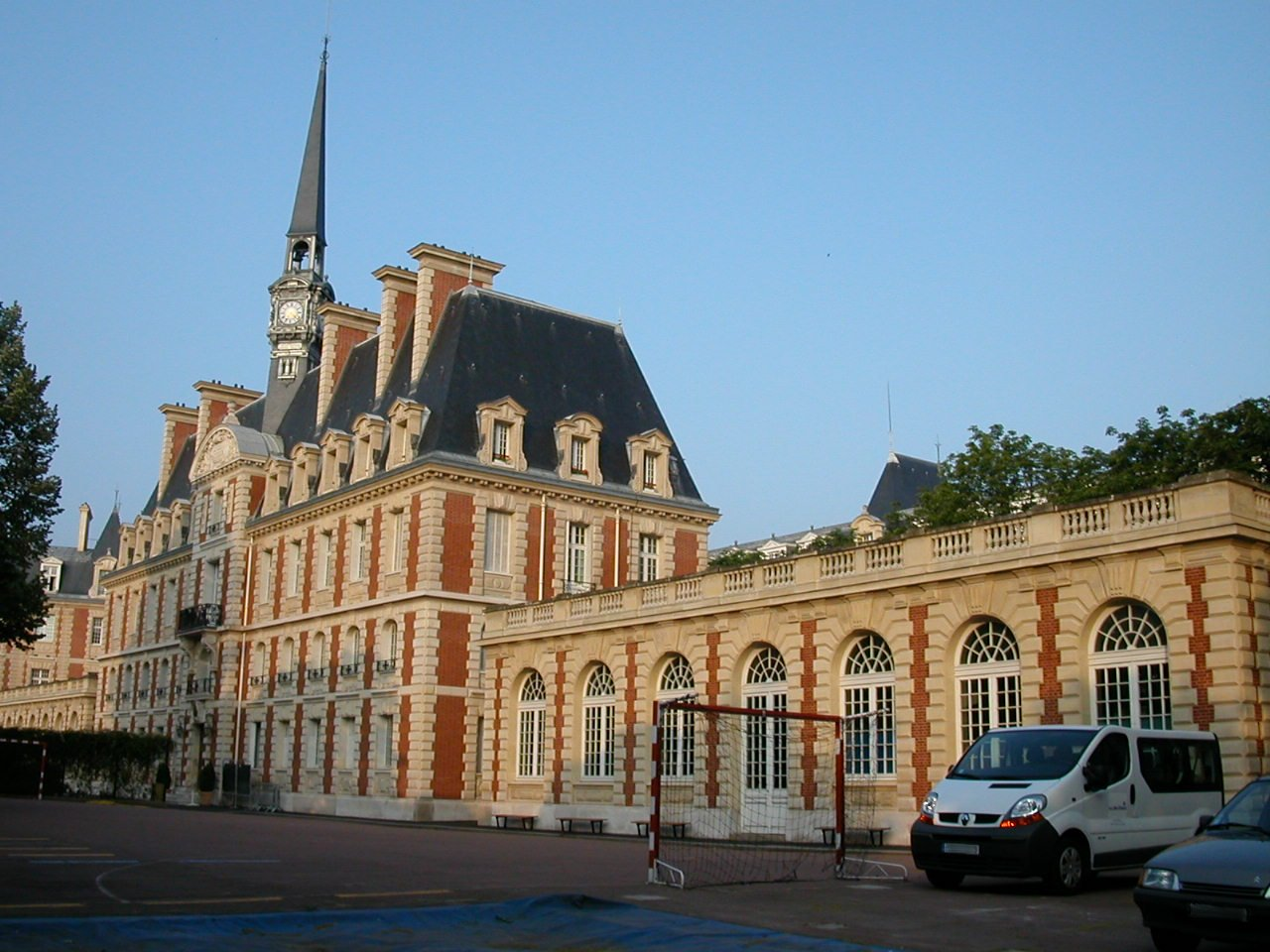
Le pavillon central vu depuis le nord-est.

Œuvre de l'architecte Umbdenstock, le bâtiment symétrique de deux étages surmontés de combles imite librement les architectures Renaissance et Louis XIII (style néo-Louis XIII), le château de Blois et les hôtels de la place des Vosges, mais il utilise un matériau moderne, le béton armé. Les façades sont en briques et en pierre de taille. Sur le fronton du pavillon central figure une allégorie de la République.
Le campanile, orné d'une cloche de Georges Borel supportant une flèche, est revêtu des quatre inscriptions suivantes : « L'heure revient, l'homme ne revient pas » ; « Chaque heure blesse, la dernière tue » ; « L'heure française sonnera toujours » ; « Quand l'heure sonne, homme soit debout ». Elles sont gravées lors de la construction du lycée et sont antérieures à la Première Guerre mondiale.

## Enseignement

### Classement du lycée
En 2016, le lycée se classe 22e sur 52 au niveau départemental quant à la qualité d'enseignement, et 632e au niveau national. Le classement s'établit sur trois critères : le taux de réussite au bac, la proportion d'élèves de première qui obtient le baccalauréat en ayant fait les deux dernières années de leur scolarité dans l'établissement, et la valeur ajoutée (calculée à partir de l'origine sociale des élèves, de leur âge et de leurs résultats au diplôme national du brevet).

### Classement des CPGE
Le classement national des classes préparatoires aux grandes écoles (CPGE) se fait en fonction du taux d'admission des élèves dans les grandes écoles. En 2015, L'Étudiant donnait le classement suivant pour les concours de 2014 :
| Filière | Élèves admis dans une grande école* | Taux d'admission* | Taux moyen sur 5 ans | Classement national | Évolution sur un an |
| --- | ----------------------------------- | ----------------- | -------------------- | ------------------- | ------------------- |
| MP / MP* | 48 / 79 élèves                      | 60,8 %            | 46,4 %               | 11e sur 141         | 3                   |
| PC / PC* | 60 / 77 élèves                      | 77,9 %            | 52,4 %               | 7e sur 107          | 2                   |
| PSI / PSI* | 24 / 40 élèves                      | 60 %              | 52,6 %               | 18e sur 120         | 4                   |
| Source : Classement 2022 des prépas - L'Étudiant (Concours de 2021). * le taux d'admission dépend des grandes écoles retenues par l'étude. Par exemple, en filières ECE et ECS, ce sont HEC, ESSEC, et l'ESCP qui ont été retenues; en filières scientifiques, c'est un panier de 11 à 17 écoles d'ingénieurs qui a été retenu selon la filière (MP, PC, PSI, PT ou BCPST). |                                     |                   |                      |                     |                     |

À partir de septembre 2014, le lycée Pasteur ne possède plus que des classes préparatoires dites scientifiques : MP/MP*, PC/PC* et PSI/PSI*, la classe préparatoire ECS ayant fermé après les concours de 2014,.

## Personnalités liées au lycée

### Professeurs
- Alain Besançon (histoire)
- José Blanc (lettres)
- Maud Blanc-Haymovici (histoire)
- Fernand Braudel (histoire)
- Urbain-Victor Châtelain (littérature)
- Daniel-Rops (histoire)
- Michel Deguy (philosophie)
- François Fédier (philosophie)
- Aurélie Filippetti (lettres)[16]
- Maurice de Gandillac (philosophie)
- Camille Lebossé (mathématiques)
- François-Bernard Mâche (lettres)
- Émile Moselly (lettres)
- Gérard Nahon (histoire)
- Roger Portal (histoire)
- Jean-Pierre Rioux (histoire)
- Jean-Paul Sartre (philosophie)
- Jean-René Suratteau (histoire)

### Élèves
- Kev Adams (humoriste et acteur)
- Jean-Claude Albert-Weil (écrivain)
- Jean-Louis Aubert (auteur-compositeur-interprète, chanteur, guitariste et producteur français, ancien chanteur du groupe Téléphone)
- Aurélien Barrau (astrophysicien, chercheur et écrivain)
- Étienne-Émile Baulieu, né en 1926 (médecin et universitaire)[17]
- Jean-Yves Bosseur (compositeur)
- Gabriel Brunet de Sairigné (officier, Compagnon de la Libération)
- Jean-Luc Brylinski (physicien)
- Barbara Cassin (philologue et philosophe, membre de l'Académie française)
- Olivier Caudron (chanteur, guitariste, Lili Drop, ami de Jean-Louis Aubert)
- Colin Thibert (dessinateur, scénariste et écrivain)
- Philippe Crouzet (dirigeant d'entreprise)
- Maxence Cyrin (compositeur, pianiste et crooner)
- Jacques Decour (écrivain et résistant)
- Gilbert Devaux (inspecteur des finances)
- Jean-François Deniau (homme politique et écrivain)
- Renaud Donnedieu de Vabres (1954- ) (homme politique)
- Olivier Dutheillet de Lamothe (1949-) (conseiller d’État et membre du Conseil constitutionnel)
- Bernard Frank (écrivain et journaliste)
- Benjamin Haddad (homme politique, député)
- Jacques Halbronn (historien)
- François Hartog (historien)
- François Hollande (homme politique, président de la République)
- Pierre Jacobsen (juriste, officier général et haut fonctionnaire international)
- François Jouffa (journaliste, ethnomusicologue, écrivain, cinéaste et animateur d'émissions de radio et de télévision)[18]
- André Kirschen dit André Rossel (résistant et écrivain)
- Père Alexis Kniazeff (ru), archiprêtre (protopresbytre à partir de 1975) russe naturalisé français, recteur de l'Institut de théologie orthodoxe Saint-Serge à Paris de 1965 à 1991.
- Olivier Lejeune (humoriste, metteur en scène, comédien)
- Yves Lelong (écrivain)
- Bernard-Henri Lévy (écrivain et cinéaste)
- Jean-Bernard Lévy (polytechnicien, chef d'entreprise)
- Alain de Libera (philosophe)
- Bob Maloubier (agent secret français du SOE durant la Seconde Guerre mondiale, puis officier de renseignement du SDECE, co-créateur des nageurs de combat français)[19]
- Jean Maheu (haut fonctionnaire)
- Chris Marker (cinéaste, écrivain et photographe)
- Frédéric Mauro (historien, universitaire)
- Fabrice Midal (philosophe bouddhiste)
- Noël Mitrani (réalisateur)
- Ilona Mitrecey (chanteuse)
- Jean Morali (psychiatre, psychanalyste)
- Olivier Moussy (navigateur)
- Philippe Nemo (écrivain et philosophe)
- Roger Nimier (écrivain)
- Fernand Nouvion (ingénieur ferroviaire)[20]
- Richard Orlinski (artiste)[21]
- Pierre Réach (pianiste)
- Christophe Renault (écrivain)
- Jean-Pierre Rioux (historien)
- André Santini (juriste et homme politique)
- Jean Sarkozy (fils de Nicolas Sarkozy, conseiller général de 2008 à 2015)
- Christian Sautter (ministre du Budget puis de l'Économie et des Finances de 1997 à 2000, maire-adjoint de Paris de 2001 à 2014)
- Olivier Schrameck (haut fonctionnaire, président du Conseil national de l'audiovisuel de 2013 à 2019)[22]
- L'équipe du Splendid
  - Michel Blanc (acteur et réalisateur)
  - Christian Clavier (acteur)
  - Gérard Jugnot (acteur, réalisateur et scénariste)
  - Thierry Lhermitte (acteur)
  - Marie-Anne Chazel (actrice)[23]
- Amanda Sthers (écrivain)[24]
- Pierre Tchernia (homme de télévision)[17]
- Michel Tournier (écrivain)
- Henri Troyat (écrivain, membre de l'Académie française)
- Violaine Vanoyeke (écrivaine)

### Tournages
- Scout toujours..., 1985[25]
- L'Union sacrée, 1989
- 36 quai des Orfèvres, 2004
- Neuilly sa mère !, 2009